# Norský lundehund
Norský lundehund, též norský ptačí pes (anglicky: Norwegian Lundehund), je vzácné norské psí plemeno. Je uznáno Mezinárodní kynologickou federací (FCI), která jej řadí do skupiny špiců a primitivních plemen.

## Historie

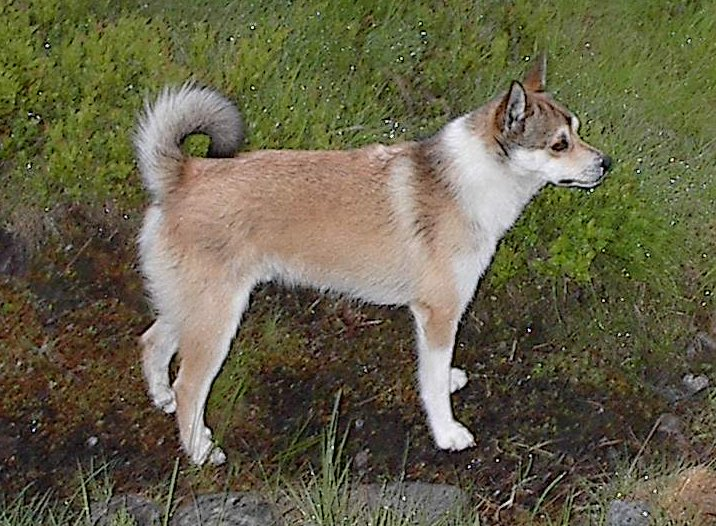
Dospělý pes

Norský lundehund byl vyšlechtěn na ostrovech Værøy a Røst v severním Norsku. Jedná se o nejstarší norské psí plemeno. Byl speciálně vyšlechtěn a chován k lovu papuchalků.  Jeho šestý prst mu napomáhal při lovu udržovat rovnováhu a schopnost pohybovat se na útesech, zatímco díky složitelnému uchu se psovi do zvukovodů nedostala voda. Tyto schopnosti potřeboval proto, aby mohl vybírat papuchalky z hnízd, nacházejících se hluboko v útesech. Po mnoho let byl v Norsku držen v izolaci od ostatních psů, proto se zachoval téměř původní vzhled plemene. Jeho předci dodnes nejsou známí.
První popsal toto plemeno v roce 1591 kynolog Schonebol. Mnohem známější je ale popis jejich způsobu práce od Francesca Negriho z roku 1665. V období druhé světové války plemeno značně upadlo a téměř vymřelo, na jeho záchraně se později úspěšně podíleli chovatelé Monrad Mikalsen a Eleonor Christie. Především díky nim se podařilo jej zachovat, ačkoliv k původnímu využití se lundehund přestal využívat. Jako plemeno byl uznán roku 1943.

### Vznik jména
Jméno plemene lundehund vzniklo ze slov „lunde“, což je zjednodušené norské označení pro papuchalka, a ze slova „hund“, což znamená pes. V Česku se těmto psům říká i norští ptačí psi nebo norští papuchalčí psi.

### Chov v Česku
První jedinec tohoto plemene v České republice byla fena Medina Beauty Vearoya, kterou dovezla z USA Renata Kosinová. Medina byla nejúspěšnější fena norského lundehunda v Česku a první zahraniční krytí proběhlo roku 2006. Narodily se dvě feny, přičemž jedna zůstala v Česku, a dva psi (samci), kteří ale odcestovali do zahraničí. Renata Kosinová si postupem času přivezla i dalšího zástupce plemene, psa z chovné stanice Avoin. Oficiální zkratka pro toto plemeno používaná v Česku je NL a nachází se zde několik chovatelských stanic.

## Vzhled

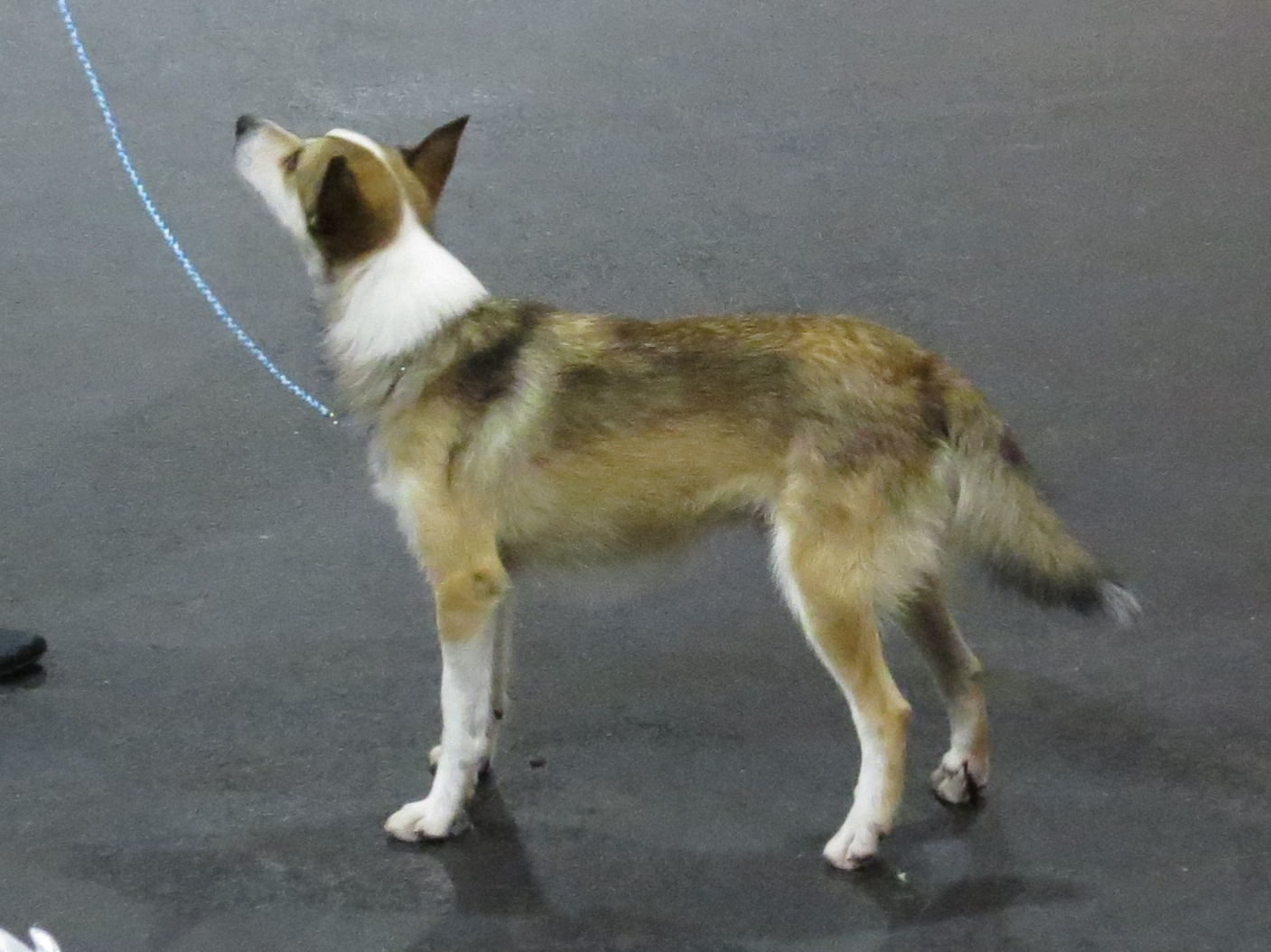
Norský lundehund na výstavě psů

Norský lundehund je postavou typický špic: je malý, obdélníkového formátu, pružný a lehce stavěný. Jeho srst, která pokrývá celé tělo, je krátká, na dotek hrubá a s podsadou. Nevyskytuje se v jednolitém zbarvení, je to vždy buď červená nebo sobolí v kombinaci s bílou. Hmotnost se pohybuje mezi 5–9 kg a výška v kohoutku okolo 35–38 cm..
Hlava je středně široká, klínovitého tvaru s harmonickými proporcemi, dobře nasazená na krku. Stop je patrný. Uši trojúhelníkové, středně velké a vztyčené, pokud se pes cítí v ohrožení nebo ve stresu, nosí je stažené dozadu. Oči jsou mírně šikmé, dobře zasazené. Duhovka je většinou žlutavě hnědá. Zuby mohou krom nůžkového skusu mít i klešťový, povolený je i mírný předkus. Krk je suchý, střední délky, bez laloku, dobře osvalený. Srst na něm u samců vytváří límec. Hřbetní linie je rovná a hřbet silný, spíše široký, směrem k ocasu se nezužuje. Ocas je středně vysoko nasazený, střední délky. Nesen buďto stočený do kroužku nad hřbetem nebo svěšený. Bez praporu. Nohy jsou dlouhé, dobře osvalené a štíhlé, tlapky oválné.

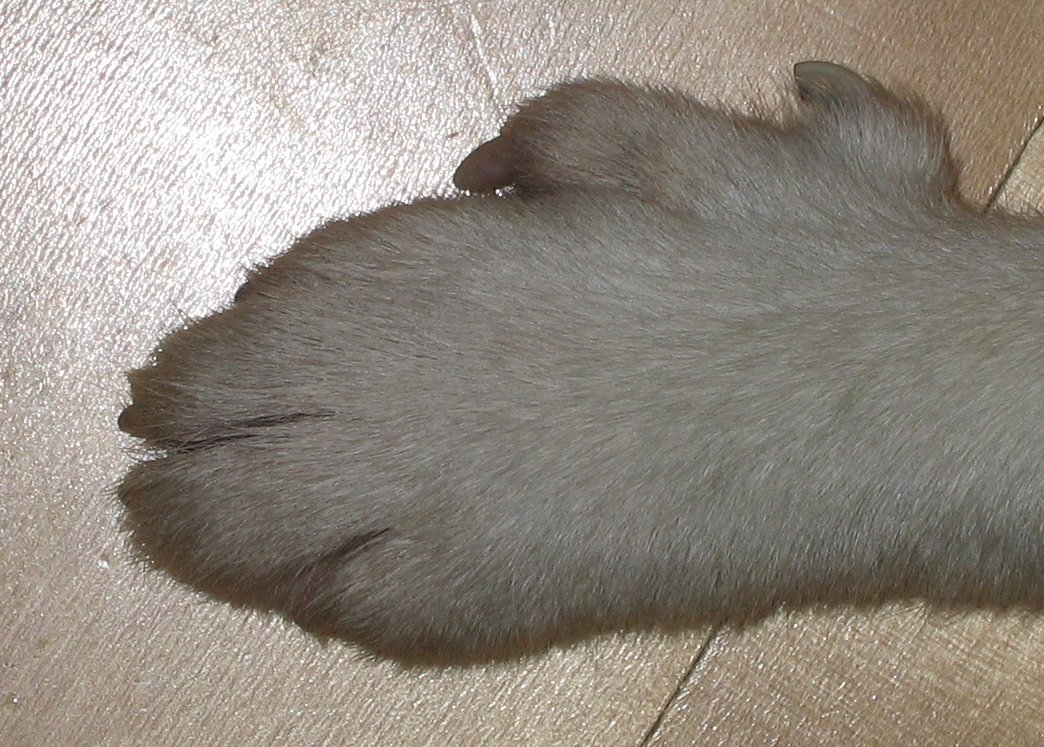
Šest prstů lundehunda

### Anatomické zvláštnosti
Toto psí plemeno je zvláštní svojí anatomií, čímž vyniká vůči ostatním psům. Nejdůležitější zvláštností je šest prstů, jak na hrudních tak na pánevních končetinách, což nemá žádné jiné psí plemeno. Šest prstů se tomuto psu hodilo hlavně při lezení na útesech, kdy musel udržet rovnováhu i na vratkých místech.
Další zvláštností jsou jeho uši; chrupavka ušního boltce má schopnost se stáhnout, to má za výsledek to, že ucho je zvláštně složené a stažené, umí tak i uzavřít zvukovody. Používali to v případě, že se dostali do papuchalčího hnízda a museli se plazit na boku, tak uzavřeli uši, aby jim do nich nenateklo bláto a voda.
Tito psi mají volnějši vazy v ramenním kloubu, což jim umožňuje rozpažit přední končetiny. Také mají abnormálně pružný krk.

## Povaha
Povahově je norský lundehund milý a veselý, také přizpůsobivý. Je mírný, snadno ovladatelný, klidný ale zároveň i ostražitý. Také aktivní, energický a bystrý. Rychle se učí nové povely a je velice chápavý. Je hodně fixovaný na člověka a je nerad sám. S dětmi vychází dobře a leckteré jejich hrátky přetrpí. Jiné psy a zvířata v domácnosti toleruje, venku je k ostatním psům kamarádský až zvědavý.  Lundehund byl odjakživa zvyklý lovit hnízdící ptáky a dodnes mu toto chování zůstalo. Poměrně dost štěká, je-li k tomu důvod, je to dobrý hlídač, který vetřelce oznámí ale neublíží mu.

## Nároky
Není vhodný pro celoroční pobyt venku. 
Má rád pohyb, ale nevyžaduje několikahodinové cvičení denně. Hodí se pro veškeré typy pohybu, od dlouhých túr po psí sporty. Je vhodný třeba pro agility nebo dogdancing, pouze však na rekreační úrovni.
Srst je nenáročná a protože je s podsadou, líná 2x ročně, v tuto dobu je nutné ji vyčesávat častěji. Mimo ni ale stačí vyčesat jednou za týden. Mytí šamponem srsti nevadí, ale má samočisticí schopnost, proto to není nutné. 
Lehce se cvičí, ale vyžaduje spíše vlídné zacházení a z výcvikového hlediska si norského lundehunda může pořídit i začátečník. V mládí je nutná dostatečná socializace, aby si pes zvykl žít ve svém prostředí.